# Егштет (Шлезвиг-Холштајн)
Егштет (њем. Eggstedt) општина је у њемачкој савезној држави Шлезвиг-Холштајн. Једно је од 115 општинских средишта округа Дитмаршен. Према процјени из 2010. у општини је живјело 805 становника. Посједује регионалну шифру (AGS) 1051026.

## Географски и демографски подаци
Егштет се налази у савезној држави Шлезвиг-Холштајн у округу Дитмаршен. Општина се налази на надморској висини од 8 метара. Површина општине износи 12,8 km². У самом мјесту је, према процјени из 2010. године, живјело 805 становника. Просјечна густина становништва износи 63 становника/km².